# Troglohyphantes numidus
Troglohyphantes numidus este o specie de păianjeni din genul Troglohyphantes, familia Linyphiidae. A fost descrisă pentru prima dată de Simon, 1911.
Este endemică în Algeria. Conform Catalogue of Life specia Troglohyphantes numidus nu are subspecii cunoscute.